# Quinisocain
Quinisocain (INN), auch Dimethisoquin (USAN), ist ein Lokalanästhetikum, das in der Dermatologie zur topischen Anwendung bei Brennen und Juckreiz (Pruritus) bei ano-rektalem Symptomenkomplex eingesetzt wird. Quinisocain wurde 1952 von Smith, Kline & French patentiert.

## Herstellung
Das Molekül hat einen Isochinolin-Kern. Ausgangspunkt der mehrstufigen chemischen Synthese ist α-n-Butylphenethylamin.

## Wirkung
Forschungen zum Wirkmechanismus dieses Moleküls deuten darauf hin, dass es lipophil mit einem Membranprotein von Nervenzellen interagiert. Der Mechanismus beruht auf einer Hemmung des nikotinischen Acetylcholinrezeptors.

## Handelsnamen
- Haenal® akut Creme von Strathmann GmbH & Co. KG, Deutschland
- Isochinol® Salbe von Vifor SA, (Villars-sur-Glâne), Schweiz